# Pål Trøan Aune
Pål Trøan Aune (* 29. März 1992) ist ein norwegischer Skilangläufer.

## Werdegang
Aune gab sein Debüt im Weltcup im Dezember 2013 in Asiago, bei dem er Platz 51 im Sprint belegte. Seinen nächsten Einsatz im Weltcup hatte er im März 2014 beim Sprint in Drammen, wo er 38. wurde. Im Februar 2014 errang er beim Scandinavian-Cup in Madona den zweiten Platz im Sprint. Bei den norwegischen Meisterschaften im Januar 2015 in Røros wurde er Zweiter im Qualifikationslauf, beendete den Wettbewerb aber letztlich als 20. Beim Weltcup in Östersund im Februar 2015 belegte er Rang 20 im Sprint und konnte damit erstmals Weltcuppunkte erzielen. Im März 2016 wurde er beim Scandinavian-Cup in Otepää Zweiter im Sprint. In der Saison 2018/19 holte er im Sprint in Östersund seinen ersten Sieg im Scandinavian-Cup und errang damit zum Saisonende den zehnten Platz in der Gesamtwertung und den zweiten Platz in der Sprintwertung.

## Siege bei Continental-Cup-Rennen
| Nr. | Datum             | Ort       | Disziplin        | Serie            |
| --- | ----------------- | --------- | ---------------- | ---------------- |
| 1.  | 14. Dezember 2018 | Östersund | Sprint klassisch | Scandinavian Cup |

## Platzierungen im Weltcup

### Weltcup-Statistik
Die Tabelle zeigt die erreichten Platzierungen im Einzelnen.
- 1.–3. Platz: Anzahl der Podiumsplatzierungen
- Top 10: Anzahl der Platzierungen unter den ersten zehn
- Punkteränge: Anzahl der Platzierungen innerhalb der Punkteränge
- Starts: Anzahl gelaufener Rennen in der jeweiligen Disziplin
- Hinweis: Bei den Distanzrennen erfolgt die Einordnung gemäß FIS.

| Platzierung               | Distanzrennen a | Distanzrennen a | Distanzrennen a | Distanzrennen a | Distanzrennen a | Skiathlon Verfolgung | Sprint | Etappen- rennen b | Gesamt | Team   | Team    |
| Platzierung               | ≤ 5 km          | ≤ 10 km         | ≤ 15 km         | ≤ 30 km         | > 30 km         | Skiathlon Verfolgung | Sprint | Etappen- rennen b | Gesamt | Sprint | Staffel |
| ------------------------- | --------------- | --------------- | --------------- | --------------- | --------------- | -------------------- | ------ | ----------------- | ------ | ------ | ------- |
| 1. Platz                  |                 |                 |                 |                 |                 |                      |        |                   |        |        |         |
| 2. Platz                  |                 |                 |                 |                 |                 |                      |        |                   |        |        |         |
| 3. Platz                  |                 |                 |                 |                 |                 |                      |        |                   |        |        |         |
| Top 10                    |                 |                 |                 |                 |                 |                      | 7      |                   | 7      | 1      |         |
| Punkteränge               |                 |                 |                 |                 |                 |                      | 18     |                   | 18     | 3      |         |
| Starts                    |                 |                 |                 |                 |                 |                      | 22     |                   | 22     | 3      |         |
| Stand: Saisonende 2022/23 |                 |                 |                 |                 |                 |                      |        |                   |        |        |         |

### Weltcup-Gesamtplatzierungen
| Saison  | Gesamt | Gesamt | Sprint | Sprint |
| Saison  | Punkte | Platz  | Punkte | Platz  |
| ------- | ------ | ------ | ------ | ------ |
| 2014/15 | 11     | 128.   | 11     | 73.    |
| 2015/16 | 18     | 108.   | 18     | 63.    |
| 2016/17 | -      | -      | -      | -      |
| 2017/18 | 89     | 59.    | 89     | 23.    |
| 2018/19 | 64     | 69.    | 64     | 33.    |
| 2019/20 | 106    | 51.    | 106    | 18.    |
| 2020/21 | 21     | 92.    | 21     | 51.    |
| 2021/22 | 48     | 73.    | 48     | 39.    |
| 2022/23 | 86     | 120.   | 86     | 64.    |